# داني أموس
داني أموس (بالعبرية: דני עמוס‏) (2 فبراير 1987 بكريات شمونة في إسرائيل - ) هو لاعب كرة قدم إسرائيلي في مركز حراسة المرمى. شارك مع منتخب إسرائيل تحت 21 سنة لكرة القدم. أما مع النوادي، فقد لعب مع نادي هبوعيل إيروني كريات شمونة ونادي هبوعيل تل أبيب وHapoel Acre F.C. ‏.

## وصلات خارجية
- داني أموس على موقع الاتحاد الأوربي (الإنجليزية)
- داني أموس على موقع قاعدة بيانات كرة القدم.إي يو (الإنجليزية)
- داني أموس على موقع Soccerway.com (الإنجليزية)
- داني أموس على موقع عالم كرة القدم.نت (الإنجليزية)